# ژاتتشانی
ژاتتشانی (به لاتین: Žatčany) یک منطقهٔ مسکونی در جمهوری چک است که در شهرستان برنو-ونکوو واقع شده‌است. ژاتتشانی ۹٫۶۸ کیلومتر مربع مساحت و ۷۸۲ نفر جمعیت دارد و ۱۹۲ متر بالاتر از سطح دریا واقع شده‌است.